# Demansia calodera
Espèce
Synonymes
- Demansia olivacea calodera Storr, 1978

Demansia calodera est une espèce de serpents de la famille des Elapidae.

## Répartition
Cette espèce est endémique d'Australie-Occidentale. Elle se rencontre de la baie Shark à Exmouth.

## Description
L'holotype de Demansia calodera, une femelle adulte, mesure 416 mm dont 100 mm pour la queue. Son dos est brun jaune clair et présente un collier sombre surligné de clair. Sa face ventrale est crème.

## Étymologie
Son nom d'espèce, du grec ancien καλός, kalós, « beau », et δειρη, deire, « cou », fait référence à sa collier.

## Publication originale
- Storr, 1978 : Whip snakes (Demansia, Elapidae) of Western Australia. Records of the Western Australian Museum, vol. 6, n. 3, p. 287-301 (texte intégral).